# Luis Mercier-Vega
Luis Mercier-Vega (Bruselas, 6 de mayo de 1914 - Collioure, 20 de noviembre de 1977), cuyo nombre verdadero era Charles Cortvrint, fue un militante libertario y anarcosindicalista belga. 
En agosto de 1936, se alista en la centuría Sébastien Faure de la Columna Durruti y combatió contra las fuerzas franquistas en el frente de Aragón. Activista y teórico anarquista, fue autor de varios libros y artículos. Contribuyó en la creación de varias revistas y asociaciones internacionales.

## Biografía

### Juventud
A los 16 años, ya es activo en el movimiento anarquista belga. Participa en el Réveil syndicaliste editado por los Groupes d'Action Syndicaliste y animado por Jean De Boë, Nicolas Lazarevitch e Ida Mett.
Es declarado insumiso cuando rechaza hacer el servicio militar en Bélgica. Se instala en Francia y se adhiere a la Union anarchiste.
Miembro de la Jeunesse anarchiste communiste (JAC), defiende el proyecto de comunismo libertario y es favorable a la estructuración del movimiento libertario en organizaciones.
Es activo en la región de París durante las huelgas de mayo y junio de 1936. Junto a Charles Carpentier y Robert Léger, participa en el grupo Les moules-à-Gauffres.

### Revolución española y resistencia
Al empezar la Revolución social española de 1936, viaja a España con Charles Carpentier y participa en la fundación del Groupe international la centurie Sébastien Faure en el seno de la Columna Durruti y combate en el Frente de Aragón. Después vuelve a Francia y lanza una gran campaña de información en solidaridad con la España republicana. Publica sus Carnets de route en Le Libertaire del 11 de septiembre de 1936.
Profundas divergencias tanto sobre la organización que sobre la evaluación de los acontecimientos en España hacen que decide abandonar la Unin anarchiste en noviembre de 1937.
Activamente buscado por la policía, a finales de 1939, consigue a través de redes militantes volver a Bruselas desde Marsella donde es albergado por Hem Day. Consigue salir hacia Argentina desde Amberes. Reside en Chile y después se va a África. En Brazzaville se enrola el 26 de junio de 1942 en las Fuerzas francesas libres. Es enviado a Beirut y acaba la guerra con el grado de asistente.

### Autor libertario
Desmovilizado en octubre de 1945, trabaja como redactor en el Dauphiné libéré en Grenoble.
Entre 1946 y 1950, contribuye regularmente al Libertaire bajo los seudónimos de Damashki y Santiago Parane.
A principios de los años 1950, se adhiere a Amis de la liberté, sección francesa del "Congreso por la libertad de la cultura", una organización internacional de intelectuales antitotalitarios. En 1958, crea la "Commission internationale de liaison ouvrière", una red de libertarios y de sindicalistas revolucionarios.
Colabora en la prensa libertaria y en la creación de varias revistas como Révision (1938) junto a Marie-Louise Berneri, Aportes (1966-1972), Interrogations (1974-1979) que se define como « una revista modesta que responde a una gran ambición : estudiar y analizar los problemas de la sociedad actual siguiendo criterios libertarios ; ir más allá porque queremos más que la simple reedición de nuestros clásicos. Tener y transmitir una información al margen de las agencias de propaganda y del conformismo. Seguir y aprovechar las experiencias anarquistas en el mundo. Abandonar el terreno fácil de las certezas y sembrar la inquietud ya que consideramos a los militantes como adultos y que, además, respetamos a nuestros lectores ».
También escribe numerosos libros, entre los cuales figuran algunos sobre las problemáticas de América Latina.
Tras la muerte en 1973 de su esposa Eliane Casserini, Luis Mercier se suicida el 20 de noviembre de 1977.

## Obras en francés
- Les anarchistes face à la technocratie, sous le pseud. S. Parane, Éditions du Libertaire, 1948.
- Pourquoi et comment se bat la Hongrie ouvrière, Union des syndicalistes, 1956.
- Présence du syndicalisme libertaire, préface de Roger Hagnauernon, Union des syndicalistes et de la Commission internationale de liaison ouvrière, 1960.[1] (traducido al español como Presencia del anarcosindicalismo por Jose de la Colina, Ediciones CNT, 1960)
- Mécanismes du pouvoir en Amérique latine, Éditions universitaires, 1967.[2]
- Techníque du contre-État : les guérillas en Amérique du Sud, P. Belfond, 1968.[3]
- L'Increvable anarchisme, Union générale d'éditions, 10-18 n°474, 1970,[4] réédité aux Éditions Analis en 1988.[5]
- Autopsie de Péron : le bilan du péronisme, Liège, Duculot, 1974.
- Esquisse du monde anarchiste d’hier, in Société et contre-société chez les anarchistes et les anti-autoritaires, CIRA, Genève, 1974.[6]
- Anarcho-syndicalisme et syndicalisme révolutionnaire, avec Victor Griffuelhes, Éditions Spartacus, Paris, 1978[7]·.[8]
- La Révolution par l'État : une nouvelle classe dirigeante en Amérique latine, Payot, 1978.[9]
- La chevauchée anonyme, [suivi de] Une attitude internationaliste devant la guerre : 1939-1941, Agone, Marseille, 2006, ISBN 978-2-7489-0055-2[10]·.[11]
- La chevauchée anonyme, Morula, 2009, texte intégral.